# Annette Chépy-Léger
Annette Chépy-Léger, née le 4 octobre 1953 à Châlons-sur-Marne (Marne), est une femme politique française. Elle est notamment élue députée de la Marne en juin 1981, après l'élection de François Mitterrand à la présidence de la République.

## Biographie

### Débuts professionnels et politiques
À partir de 1972, Annette Chépy-Léger est agent des impôts de profession. Elle s'engage à la CFDT et au Parti socialiste, dont elle devient secrétaire de section dans la Marne. En 1978, elle obtient une mise en disponibilité pour se consacrer à la politique.

### Députée
Après un premier échec en 1978, Annette Chépy-Léger est élue députée de la troisième circonscription de la Marne en juin 1981. La circonscription, qui comprend notamment Châlons-sur-Marne et Vitry-le-François, avait pourtant voté pour Valéry Giscard d'Estaing à l'élection présidentielle le mois précédant. Avec 50,19 % des voix au second tour, Annette Chépy-Léger bat le député RPR sortant Jean Bernard.
Âgée de 27 ans, elle devient la benjamine de l'Assemblée nationale. Elle occupe les fonctions de secrétaire de l'Assemblée. Elle est membre de la commission de la production et des échanges et participe au débat pour l'abolition de la peine de mort.
Après seulement cinq mois de mandat, son élection est annulée par le Conseil constitutionnel en décembre 1981,. Le Conseil lui reproche d'avoir revendiqué le soutien du Mouvement des démocrates alors que ce parti n'avait pas donné de consigne de vote dans la circonscription après le premier tour. Durant l'élection législative partielle de janvier 1982, elle affronte le conseiller général RPR Bruno Bourg-Broc, ancien suppléant de Jean Bernard. Elle est battue par le candidat de la droite, élu dès le premier tour,.

### Après la députation
Elle fut secrétaire nationale du Parti socialiste pour le cadre de vie entre 1979 et 1981 et a été membre du bureau exécutif du PS et du comité directeur de 1977 à 1986, où elle siégeait dans la mouvance du CERES, courant socialiste animé par Jean-Pierre Chevènement.
Après 1982, elle fut experte auprès du Conseil économique et social dans la section du Travail puis en 1999 dans celle du Cadre de vie, devint conseillère technique auprès d'Edwige Avice, ministre du Sport de la Jeunesse et du Temps libre, puis de Robert Badinter, Garde des Sceaux et ministre de la Justice pour les relations avec le Parlement.
Elle fut collaboratrice de Pierre Mauroy à l'Assemblée nationale puis chef de cabinet d'Henri Emmanuelli à la présidence de l'Assemblée nationale.
Elle continue de travailler pour des élus et maires en tant que directrice de cabinet dans des communes comme Vitrolles, Montluçon, Vanves, Eaubonne ou encore Paris.
Elle est faite chevalier de la Légion d'honneur en 1999[réf. souhaitée].